# Djapadji

Djapadji est une localité Bakwé  située au sud-ouest de la Côte d'Ivoire, et appartenant au département de San-Pédro, dans la Région du Bas-Sassandra.
La localité de Djapadji est un chef-lieu de commune.